# Рожањ (Сапна)
Рожањ је насељено мјесто у Босни и Херцеговини, у општини Сапна, које административно припада Федерацији Босне и Херцеговине. Према попису становништва из 1991. у насељу је живио 401 становник.

## Географија
Налази се у подножју Мајевице.

## Историја
Рожањ је врло старо насеље. Под тим називом постоји од средњег вијека. Припадало је средњовјековној Жупи Сапна која се налазила у области Подриње тадашње средњовјековне државе Босне. Доласком османске управе 1463-1474. године насеље Рожањ је у Нахији Сапна, Зворнички санџак. Почетком 16. вијека Рожањ је средње велико насеље. Према османском попису 1533. године има око 30 кућа, готово искључиво муслиманских. Такво стање се одржало до пред крај османске управе. Насеље је негдје у 18/19 вијеку опустјело, а муслиманско становништво се раселило у сусједни Годуш и даље. Напримјер: фамилија Рожнићи у Годуш, фамилије Рожњаци и Рожњаковићи у Горњој Спречи... Током 19. вијека власници муслимани на своје земље насељавају као кметове православно становништво са планинског југа и југоистока. Од тог становништва су православна гробља у Ријечанима и изнад Лазића. Аграрном реформом Краљевине СХС двадесетих година 20. вијека ово становништво постаје власник кметовских селишта.
Усташка Црна легија је 18. децембра 1942. убила 108 мјештана Рожња, од чега је њих 87 живо запаљено у Рожњу у кући Неђе Зољића. Њихови земни остаци пренешени су 2014. у гробницу поред манастира. Током протеклог Одбрамбено-отаџбинског рата страдало је 18 мјештана. У њихову част подигнута је спомен чесма. Све куће и објекти у селу су потпуно уништени.
Насеље се до распада Југославије налазило у саставу општине Зворник. Нaкон потписивања Дејтонкског мировног споразума село је припало Федерацији БиХ.

## Култура
У насељу се налази манастирски храм Српске православне цркве посвећен Светом пророку Јеремији. Манастир Светог пророка Јеремије је постојао у средњем вијеку док га османлије нису порушиле, а његова обнова је започета 2008. године.

## Становништво
У Рожњу је до распада Југославије живјело 130 породица, а 2011. забиљежено је 6 повратничких породица.
| Националност       | 1991. | 1981. | 1971. | 1961. |
| Срби               | 384   | 1.030 | 475   | 454   |
| Муслимани          | 14    |       |       |       |
| Хрвати             |       | 4     |       |       |
| Југословени        |       | 1     |       |       |
| остали и непознато | 3     |       |       |       |
| Укупно             | 401   | 1.035 | 475   | 454   |

| Демографија | Демографија | Демографија |
| Година      | Становника  | Становника  |
| ----------- | ----------- | ----------- |
| 1961.       | 454         |             |
| 1971.       | 475         |             |
| 1981.       | 1.035       |             |
| 1991.       | 401         |             |

### Презимена
- Мићић, Срби
- Јовић, Срби
- Филиповић, Срби
- Лазић, Срби
- Joвановић, Срби